# Didymocarpus lineicapsa
Didymocarpus lineicapsa är en tvåhjärtbladig växtart som först beskrevs av C.E.C. Fischer, och fick sitt nu gällande namn av Brian Laurence Burtt. Didymocarpus lineicapsa ingår i släktet Didymocarpus och familjen Gesneriaceae. Inga underarter finns listade i Catalogue of Life.